# Inde aux Jeux olympiques d'été de 2004
L'Inde participe aux Jeux olympiques d'été de 2004 à Athènes. 

## Délégation
Sa délégation est composée de 73 athlètes répartis dans 14 sports et son porte-drapeau est l'athlète Anju Bobby George. 

## Liste des médaillés indiens

### Médailles d'or
Aucun athlète indien ne remporte de médaille d'or durant ces JO.

### Médailles d'argent
| Sport                  | Discipline         | Sportifs                   | Performance |
| Médailles d'argent : 1 |                    |                            |             |
| Tir                    | Double trap hommes | Rajyavardhan Singh Rathore | 179 points  |

### Médailles de bronze
Aucun athlète indien ne remporte de médaille de bronze durant ces JO.